# Eva Ferreira García
María Eva Ferreira García (Baracaldo, Vizcaya, 1963) es una economista y matemática española. Es catedrática de Economía Aplicada y rectora de la Universidad del País Vasco desde 2021.

## Matemática y Catedrática de Economía Aplicada

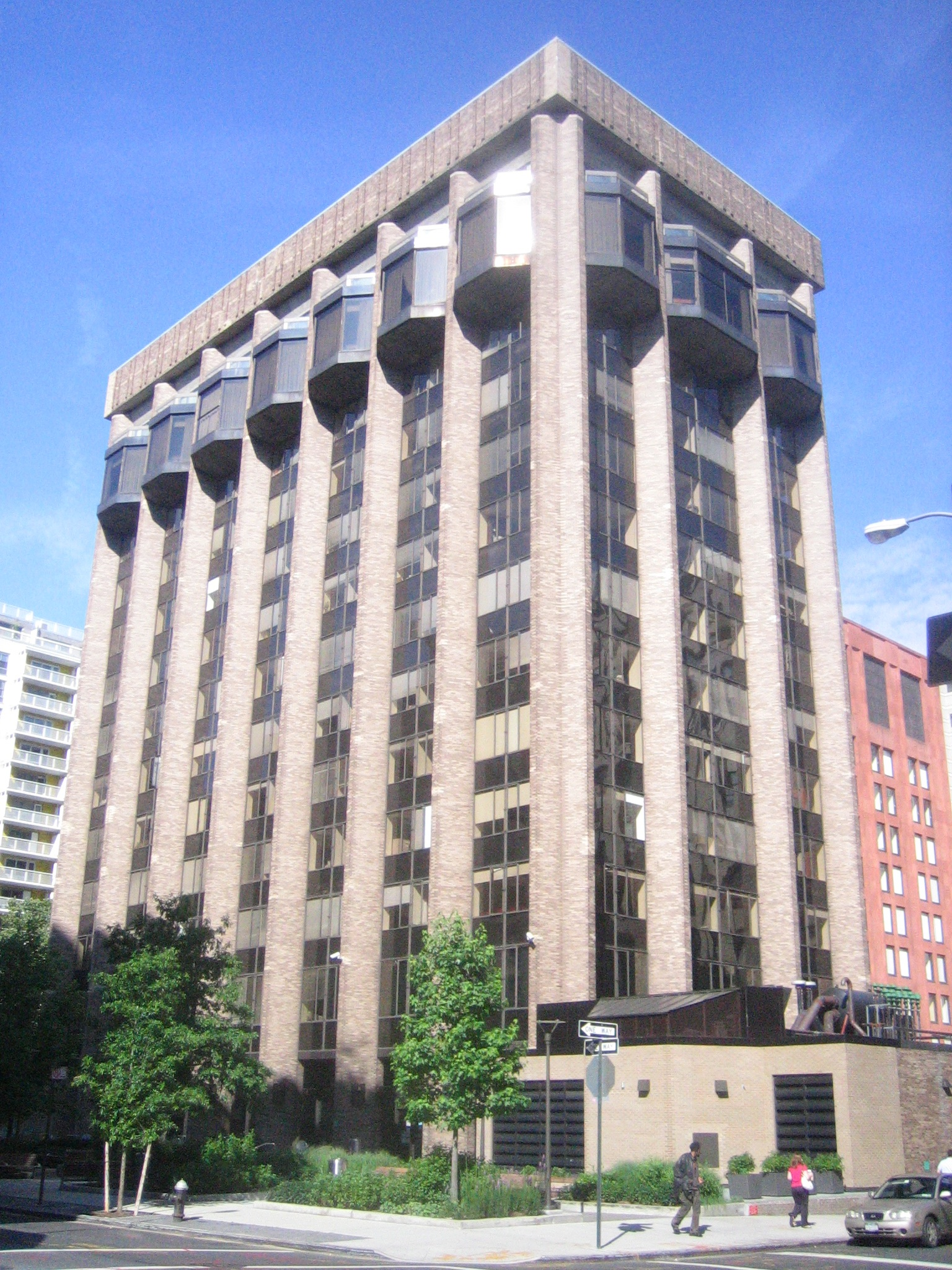
Instituto Courant de Ciencias Matemáticas en Nueva York.

En 1986 se licenció en matemáticas en la Universidad del País Vasco. En 1986, con solo 23 años, se incorpora a la UPV/EHU como profesora de matemáticas.
En 1990 cursó el Máster en Probabilidad y Estadística en el Instituto Courant de Ciencias Matemáticas de la Universidad de Nueva York, uno de los mejores centros de investigación en matemáticas aplicadas de los Estados Unidos.
Desde 2005 es catedrática de Economía Aplicada en la Universidad del País Vasco.
Cuando ha participado en actividades de divulgación donde ha solido destacar que tanto la formación como la investigación se ajustan a los objetivos del desarrollo sostenible.

## Investigadora
En 1994 se doctoró en economía por la Universidad del País Vasco bajo la dirección del doctor Fernando Tusell. El título de la tesis doctoral fue "Suavizado no paramétrico; con aplicacion a la estimación espectral". En ella formuló una estimación de la función de densidad espectral, función primordial en el análisis de series temporales, siempre desde el punto de vista no paramétrico. Por ello, en el trabajo se estudian y generalizan los métodos no paramétricos, en particular los estimadores splines, para modelos de regresiones generales; y por otro lado resolvió el problema de su aplicación al análisis espectral, con la obtención de mejoras en los resultados. También investigó sobre computación y simulación, y con estas herramientas demostró los resultados teóricos obtenidos durante el trabajo de tesis. Sus trabajos han tenido aplicación en ámbitos como el análisis de los efectos de los medicamentos en la medicina o la evaluación del riesgo sistémico en las finanzas.  
Ha realizado estancias como profesora invitada en las universidades de Bath, Giessen, Madrid (Universidad Complutense de Madrid), Friburgo y Luisiana, y ha impartido conferencias en Sao Paulo, Luisiana y la Universidad de Ahmedabad de India. También ha dirigido cinco tesis doctorales
Posteriormente fue responsable del Programa de Doctorado en Finanzas Cuantitativas (2000-2004 y 2013-2015)
En el 2021 sus temas de investigación  a nivel teórico eran los procesos estocásticos y la estimación no paramétrica; mientras que a nivel de aplicación, los temas de investigación de Ferreira eran las finanzas, la brecha de género y el efecto del techo de cristal.
En charlas divulgativas ha explicado cómo las matemáticas también son una herramienta útil en el análisis de las desigualdades entre etnias, entre sexos, entre países… El fenómeno de la desigualdad se ha estudiado desde diferentes disciplinas como la sociología, la psicología, la economía o las ciencias políticas. Pero, completariamente, también se puede estudiar desde las matemáticas, se pueden aplicar modelos matemáticos a las ciencias sociales. Ello conlleva simplificar la realidad, pero ayuda a formular hipótesis y a construir herramientas estadísticas que permiten contrastarlas. Eva Ferreira ha investigado sobre en qué pueden contribuir las matemáticas a entender las causas y la evolución de las desigualdades revelando, por ejemplo, cómo funciona el efecto ‘techo de cristal’.
Desde marzo de 2020 forma parte del comité de expertos del CEMAT (Comité Español de Matemáticas), en el que ha colaborado en la modelización y monitorización de los datos relativos al coronavirus.

## Rectora de la UPV/EHU

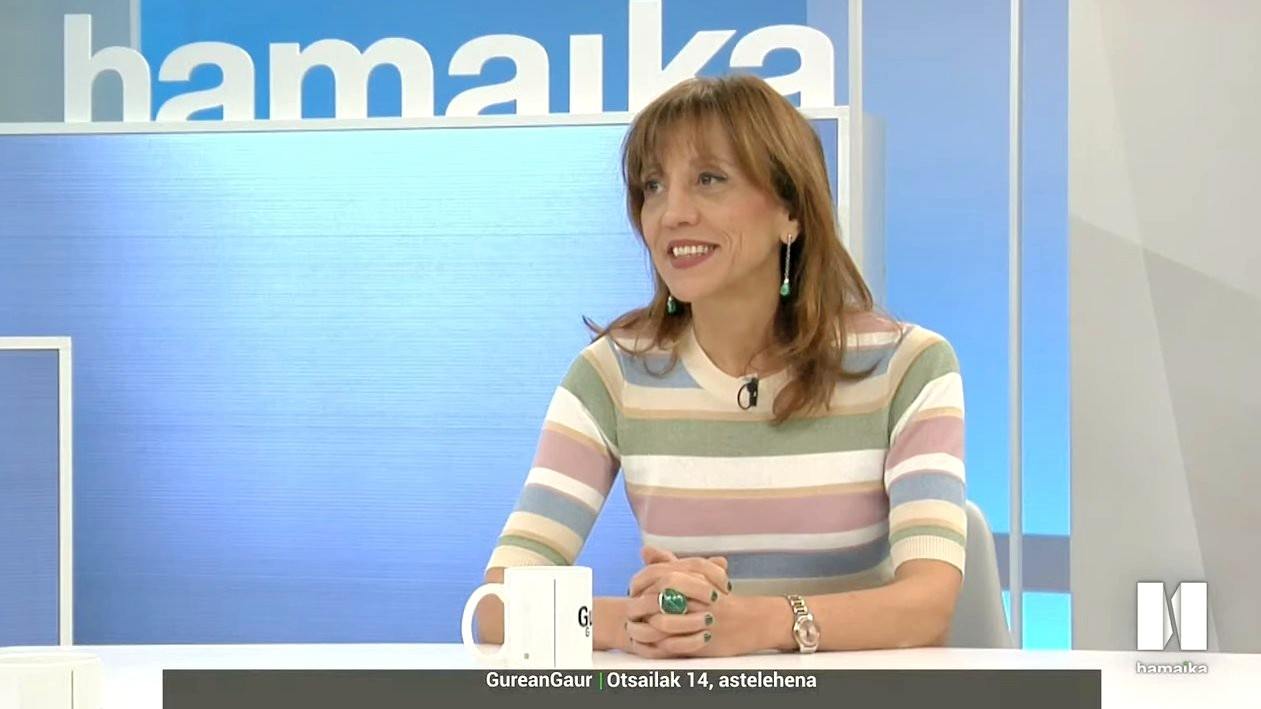
Eva Ferreira, Rectora de la UPV/EHU: "Debemos animar a las mujeres a estudiar ciencias e implicarse en la investigación"

La Universidad del País Vasco que dirige Ferreira es la institución de educación superior e investigación más importante de la Comunidad Autónoma del País Vasco. Es una universidad pública que ha formado a más de 350.000 alumnos y alumnas en todas las áreas del conocimiento. El 60% de la investigación que se realiza en la Comunidad Autónoma del País Vasco se desarrolla en esta Universidad.
Fue la única candidata que se presentó en las elecciones al Rectorado de la UPV/EHU del 26 de noviembre de 2020 y obtuvo un apoyo del 66%. Tomó posesión en Vitoria el 25 de enero de 2021.
Antes de ser rectora en la UPV/EHU entre 2004 y 2008 fue Vicerrectora de Asuntos Económicos y Ordenación Académica de la UPV/EHU con el Rector D. Juan Ignacio Pérez Iglesias y Secretaria General de la Universidad entre 2009 y 2012 con el Rector D. Iñaki Goirizelaia. Entre 2015 y 2019 fue directora de Unibasq (Agencia de Calidad del Sistema Universitario Vasco). En 1999 fue elegida vicepresidenta del consejo en la asociación europea de calidad ENQA (European Association for Quality Assurance in Higher Education).